# Zabrđe (gmina Priboj)
Zabrđe (cyr. Забрђе) – wieś w Serbii, w okręgu zlatiborskim, w gminie Priboj. W 2011 roku liczyła 233 mieszkańców.